# Адамс (Північна Дакота)
Адамс (англ. Adams) — місто (англ. city) в США, в окрузі Волш штату Північна Дакота. Населення — 127 осіб (2010).

## Географія
Адамс розташований за координатами 48°25′14″ пн. ш. 98°4′26″ зх. д. / 48.42056° пн. ш. 98.07389° зх. д. (48.420545, -98.073958).  За даними Бюро перепису населення США в 2010 році місто мало площу 2,63 км², з яких 2,58 км² — суходіл та 0,05 км² — водойми.

## Демографія
Згідно з переписом 2010 року, у місті мешкало 127 осіб у 72 домогосподарствах у складі 36 родин. Густота населення становила 48 осіб/км².  Було 98 помешкань (37/км²).
Расовий склад населення:
| - 95,3 % — білих - 3,9 % — осіб інших рас |

До двох чи більше рас належало 0,8 %. Частка іспаномовних становила 8,7 % від усіх жителів.
За віковим діапазоном населення розподілялося таким чином: 11,8 % — особи молодші 18 років, 60,6 % — особи у віці 18—64 років, 27,6 % — особи у віці 65 років та старші. Медіана віку мешканця становила 52,5 року. На 100 осіб жіночої статі у місті припадало 81,4 чоловіків;  на 100 жінок у віці від 18 років та старших — 93,1 чоловіків також старших 18 років.
Середній дохід на одне домашнє господарство  становив 47 480 доларів США (медіана — 27 292), а середній дохід на одну сім'ю — 82 400 доларів (медіана — 53 125). За межею бідності перебувало 22,7 % осіб, у тому числі 0,0 % дітей у віці до 18 років та 28,1 % осіб у віці 65 років та старших.
Цивільне працевлаштоване населення становило 79 осіб. Основні галузі зайнятості: сільське господарство, лісництво, риболовля — 40,5 %, освіта, охорона здоров'я та соціальна допомога — 22,8 %, транспорт — 13,9 %, будівництво — 11,4 %.